# Biskupi luandzcy
Biskupi luandzcy - rzymskokatoliccy biskupi mający swoją stolicę biskupią w Luandzie w Angoli. W Luandzie mieściła się stolica diecezji (1596 - 1940) i archidiecezji (1940 - nadal).

## Ordynariusze

### Biskupi São Salvador de Congo
- Miguel Rangel OFMCap (20 maja 1596 - 16 sierpnia 1602)
- Antonio de Santo Estevão OP (15 lipca 1604 - sierpień 1608)

### Biskupi São Paulo de Loanda
- Manuel Baptista OFM (25 maja 1609 - sierpień 1620)
- Simon Mascarenhas OFM (15 lutego 1621 - 1623)

### Biskupi São Salvador da Congo
- Simon Mascarenhas OFM (1623 - 13 października 1624)

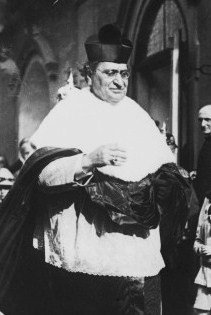
José Sebastião Neto OFMDisc

- Francisco de Soveral OSA (8 lutego 1627 - 1628)

### Biskupi São Paulo de Loanda
- Francisco de Soveral OSA (1628 - 5 stycznia 1642)
- Pedro Sanches Farinha (22 czerwca 1671 - 3 listopada 1671)
- Antonio do Espirito Santo OCD (14 listopada 1672 - 12 stycznia 1674)
- Manuel da Natividade OFM (2 grudnia 1675 - 8 grudnia 1685)
- João Franco de Oliveira (9 czerwca 1687 - 9 stycznia 1692) następnie mianowany arcybiskupem São Salvador da Bahia w Brazylii
- José de Oliveira OSA (19 lipca 1694 - 9 września 1700)
- Luis Simões Brandão (6 lutego 1702 - 24 lutego 1720)
- Manuel a Santa Catharina OCarm (20 marca 1720 - 1 listopada 1731)
- Antônio de Nossa Senhora do Desterro Malheiro OSB (3 września 1738 - 15 grudnia 1745) następnie mianowany biskupem São Sebastião do Rio de Janeiro w Brazylii
- Manoel de Santa Inês OCD (15 grudnia 1745 - 6 sierpnia 1770) następnie mianowany arcybiskupem São Salvador da Bahia w Brazylii
- Luis da Anunciação Azevedo OP (17 czerwca 1771 - 8 listopada 1784)
- Alexandre da Sagrada Familia Ferreira da Silva OFM (14 lutego 1785 - 23 listopada 1787) zrezygnował; później mianowany biskupem Angry na Azorach
- Luiz de Brito Homem (17 grudnia 1791 - 24 maja 1802) następnie mianowany biskupem São Luís do Maranhão w Brazylii
- Joaquim Maria Mascarenhas Castello Branco (20 grudnia 1802 - kwiecień 1807)
- João Damasceno Da Silva Póvoas (19 grudnia 1814 - 21 lutego 1826)
- Sebastião da Anunciação Gomes de Lemos OCD (16 kwietnia 1846 - 1848)
- Gioacchino Moreira Reis OSB (28 września 1849 - 10 marca 1857)
- Manuel de Santa Rita Barros TOR (23 marca 1860 - 3 stycznia 1862)
- Giuseppe Lino de Oliveira (21 grudnia 1863 - 1 lipca 1871)
- Tommaso Gomes de Almeida (4 sierpnia 1871 - 22 września 1879) następnie mianowany arcybiskupem Goa w Indiach
- José Sebastião Neto OFMDisc (22 września 1879 - 9 sierpnia 1883) następnie mianowany patriarchą Lizbony w Portugalii
- Antonio Tomas da Silva Leitão e Castro (27 marca 1884 - 1 czerwca 1891) następnie mianowany koadiutorem biskupa Lamego w Portugalii
- Antonio Dias Ferreira (1 czerwca 1891 - 7 marca 1901)
- Antonio José Gomes Cardoso (21 czerwca 1901 - 12 sierpnia 1904)
- António Barbosa Leão (26 kwietnia 1906 - 19 grudnia 1907) następnie mianowany biskupem Faro w Portugalii
- João Evangelista de Lima Vidal (31 marca 1909 - 9 grudnia 1915) następnie mianowany biskupem pomocniczym Patriarchatu Lizbony w Portugalii
- Moisés Alves de Pinho CSSp (7 kwietnia 1932 - 4 września 1940)

### Arcybiskupi luandzcy
- Moisés Alves de Pinho CSSp (4 września 1940 - 17 listopada 1966) od 18 stycznia 1941 równocześnie biskup Wysp Świętego Tomasza i Książęcej
- Manuel Nuñes Gabriel (17 listopada 1966 - 19 grudnia 1975) równocześnie administrator apostolski diecezji Wysp Świętego Tomasza i Książęcej
- Eduardo André Muaca (19 grudnia 1975 - 31 sierpnia 1985)[a]
- kard. Alexandre do Nascimento (16 lutego 1986 - 23 stycznia 2001)
- Damião António Franklin (23 stycznia 2001 - 28 kwietnia 2014)
- Filomeno Vieira Dias (od 8 grudnia 2014)